# Ramón Eguiazábal
Ramón Eguiazábal Berroa (Irun, 14 de abril de 1896 - 1939) foi um futebolista profissional espanhol, medalhista olímpico.
Ramón Eguiazábal representou seu país nos Jogos Olímpicos de Verão de 1920, na Antuérpia, ganhando a medalha de prata.